# Franz Schubert's Werke
La Franz Schubert's Werke: Kritisch durchgesehene Gesammtausgabe (en català, Obres de Franz Schubert: edició completa i autoritària), també coneguda com a edició recopilatòria, és un publicació de finals del segle xix de les obres de Franz Schubert. La publicació també es coneix com a Alte Gesamt-Ausgabe ("Edició completa anterior"), abreujada com a AGA. És una proposta de l'edició de 1978 del Catàleg Deutsch, i s'anomena així per tal de distingir-la de la Neue Schubert-Ausgabe (Nova Edició Schubert).

## Publicació
Les 22 sèries, algunes en diversos volums, foren publicades a partir de 1884 i fins a 1897 per Breitkopf & Härtel. Eusebius Mandyczewski fou un dels principals editors. L'any 1965 Dover Publications van començar la reimpressió d'aquesta edició, i més tard va estar disponible a la pàgina web de l'IMSLP.

## Contingut

### I. Symphonien (Nos. 1-8)
Editor: Johannes Brahms. Publicat el 1884. Dos volums (Simfonies 1–3; Simfonies 4–6/8–9). Reprinted: Publicacions de Dover, 1978.

### II. Overtüren und Andere Orchesterwerke
Editor: Johann Nepomuk Fuchs. Publicat el 1886. Parcialment reimprès (Nos.1-7) com a Overtures "In the Italian style" and Other Works per Dover Publications, 2002.

### III. Oktette (Nos. 1-3)
Editor: Eusebius Mandyczewski. Publicat el 1889.

### IV. Streichquintett
Editor: Eusebius Mandyczewski. Publicat el 1889.

### V. Streichquartette (Nos. 1-15)
Editors: Josef Hellmesberger, Eusebius Mandyczewski. Publicat el 1890.

### VI. Trio für Streichinstrumente
Editor: Eusebius Mandyczewski, 1892.

### VII. Trios, Quartets i Quintets amb Piano
Editor: Ignaz Brüll, 1886. Dos volums.

### VIII. Pianoforte und Ein Instrument, Partitur und Stimmen
Editor: Ignaz Brüll, 1886.

### IX. Pianoforte zu vier Händen (F.S. 61-92)
Editor: Anton Porta, 1888. Tres volums.

### X. Sonaten für Pianoforte
Editor: Julius Epstein. Publicat el 1888

### XI. Fantasie, Impromptus und andere Stücke für Pianoforte (Nos. 1-16)
Editor: Julius Epstein, 1888.

### XII. Tänze für Pianoforte (Nos. 1-31)
Editor: Julius Epstein, 1889.

### XIII. Messen (Nos. 1-7)
Editor: Eusebius Mandyczewski, 1887. Dos volums: Mass 1–4, i Mass 5–6 amb la Deutsche Messe.

### XIV. Kleinere Kirchenmusikwerke (Nos. 1-22)
Editor: Eusebius Mandyczewski; Publicat el 1888.

### XV. Dramatische Musik
Editor: Johann Nepomuk Fuchs, 1893. Set volums.

### XVI. Werke für Männerchor (Nos. 1-46)
Editor: Eusebius Mandyczewski. Publicat el 1891.

### XVII. Werke für gemischten Chor (Nos. 1-19)
Editors: Josef Gänsbacher, Eusebius Mandyczewski. Publicat el 1892.

### XVIII. Werke für Drei und mehr Frauenstimmen mit Pianoforte-Begleitung (Nos. 1-6)
Editors: Josef Gänsbacher, Eusebius Mandyczewski, 1891.

### XIX. Kleine Gesangswerke (Nos. 1-36)
Editors: Josef Gänsbacher, Eusebius Mandyczewski, 1892.

### XX. Sämtliche einstimmige Lieder und Gesänge
Editor: Eusebius Mandyczewski, 1894-1895. Deu volums.

### XXI. Supplement: Instrumentalmusik; Gesangsmusik
Editor: Eusebius Mandyczewski, 349p., 1897.
- Volum 1–3: Instrumentalmusik.
- Volum 4: Gesangsmusik

### XXII. Revisionsbericht
Dotze volums.